# Muiterij van Diest
De Muiterij van Diest is de naam van een drietal muiterijen van Spaansgezinde soldaten die, ten tijde van de Tachtigjarige Oorlog, plaatsvonden tussen 1589 en 1607.

## Achtergrond
De achtergrond was gelegen in het feit dat de (Habsburgse) koning van Spanje niet altijd in staat was om zijn -uit huurlingen bestaande- troepen uit te betalen. Deze interne verzwakking leidde soms tot langdurige muiterijen, die de autoriteit van de koning op de proef stelden. Voor Diest betrof dit de perioden: 1590-1591, 1599-1601 en 1606-1607.

## Voorgeschiedenis
Begin 1598 brak muiterij (mutinatie) uit van Spaansgezinde soldaten, die onder opperbevel stonden van Francesco de Mendoza. De troepen vochten in het Rijnland, in de buurt van Duisburg en moesten in 1598 enkele maanden werken aan de versterking van het fort te Orsoy. Ze werden echter niet uitbetaald en leefden van rooftochten op het platteland. Nog werd Rijnberk ingenomen. Er ontstond onrust, mede door de kou van de invallende winter en de gebrekkige voedselvoorziening. De inname van Duisburg kon niet plaatsvinden.
In 1599 belegerde men Zaltbommel. Er kwam echter geen betaling, en naast gebrek aan voedsel was er ook gebrek aan materieel en munitie. Het beleg mislukte.
Wel kwam er enig geld, en de troepen trokken naar het oosten en veroverden Grave en Gennep op het Staatse leger. Nu diende, met de winter in aantocht, het probleem van de inkwartiering zich aan. Hoewel landvoogd Albrecht van Oostenrijk aan de koning om geld vroeg, reageerde deze niet, aangezien hij geen zicht had op de werkelijke situatie.

## Hamont
Rond de Kerst had een groep soldaten het legerkamp verlaten en was naar Hamont getrokken. Met geweld onderdrukken was geen optie, aangezien de soldaten die nog niet aan de muiterij meededen, wellicht zouden weigeren tegen hun kameraden te vechten.
Het aantal muitende soldaten nam nog toe, en dezen benoemden een eigen raad (consejo) met aan het hoofd een electo. Afgevaardigden van het loyale leger, die onderhandelen wilden, werden niet tot Hamont toegelaten. Men wilde het loyale leger nu over enkele garnizoenssteden verspreiden om zo de onrust tegen te gaan, maar ook dat was onmogelijk. Ondertussen groeide het aantal muiters tot ruim 1200, en zorgden dezen voor overlast in Helmond en Heesch. Eind januari 1600 waren er in Hamont al ruim 3000 muiters verzameld. Dezen zorgden voor veel overlast in de wijde omgeving, hetgeen het probleem voor de autoriteiten nog verergerde.
Albrecht van Oostenrijk stelde Juan de Texeda aan als afgezant om onderhandelingen met de muiters te voeren. Ook hij werd niet tot Hamont toegelaten. 15 februari brak muiterij uit in Fort Sint-Andries en twee dagen later sloeg deze over naar Fort Crèvecoeur. De muiters te Hamont zochten contact met hen. Ondertussen teisterden ze tevens de wijde omgeving van Hamont.
Een oplossing om de muiterij met wapengeweld de kop in te drukken en de leiders streng te straffen bleek onmogelijk. Mendoza schreef: Ik ben ontluisterd (tot mijn grote wrevel) dat men hen met wapengeweld niet kan straffen, zoals ik dat graag zou willen doen, omdat er niemand is met wie ik het kan proberen zonder dat het tot groter ongemak zou leiden. Hiermee werd bedoeld de angst dat de soldaten die de operatie moesten uitvoeren, zich bij de muiters zouden aansluiten.
Het lag in de rede om een regeling (sustento = onderhoud) te treffen, zoals in een dergelijk geval gebruikelijk. Tegenover financiële ondersteuning stond dan de eis: verdedigen van de enclave tegen de eventuele vijand, de omgeving te sparen en geen nieuwe soldaten toe te laten. Aldus ging men om met de muiters te Crèvecoeur en Sint-Andries. Men verweet ze niet zozeer een gebrek aan loyaliteit, maar de omstandigheden waren zodanig dat de soldaten honger leden. Nadeel van dit soort compromissen was dat de soldaten zich aldus beloond zouden weten voor hun muiterij, wat een gevaarlijke precedentwerking zou inhouden.

## Diest
De sustento hield in dat de muiters uit Hamont, met ingang van maart 1600, overgebracht werden naar de -ver van het front gelegen- stad Diest, en ze werden beetje bij beetje betaald met een voorschot op hun achterstallige soldij, door een bijzondere zending geld uit Madrid. Ondertussen vielen de forten Crèvecoeur en Sint-Andries in handen van de Staatse troepen. Ondertussen breidden de problemen zich uit. Omstreeks 15 juni begaven een aantal soldaten uit de -tot dan toe loyale- hoofdmacht van de Spaansgezinde soldaten, welke zich tussen 's-Hertogenbosch en Venlo bevond, zich op hun beurt naar Hamont. Aanvoerder Luis de Velasco trok daarop met zijn troepen naar Rijnberk, maar kon niet verhinderen dat nog eens 300 ruiters zich naar Hamont begaven.
In de aanloop naar de Slag bij Nieuwpoort had Velasco echter loyale soldaten nodig. Ondertussen was het aantal soldaten te Hamont weer tot 2000 gestegen en hadden dezen bovendien contact met de muiters te Diest. Nederig werd gevraagd aan de muiters te Diest om zich bij het reguliere leger te voegen en naar Nieuwpoort op te rukken. Hier kan de rol van onderhandelaar Van den Bergh worden genoemd. In Gent werden ze toegesproken door landvoogdes Isabella van Spanje en ze trokken mee met de loyale troepen. Dit gold niet voor de muiters in Hamont, welke weigerden. De Slag bij Nieuwpoort verliep echter desastreus voor de Spaansgezinden.
De overlevende muiters trokken terug naar Diest en vochten niet verder mee met de Spaansgezinden. Nu deed Albrecht pogingen om de muiters in Hamont voor zich te winnen. Zij kregen op 6 augustus 1600 de stad Weert toegewezen. Er kwam geld binnen en nu kregen ook de muiters van Weert sustento.
Het moge duidelijk zijn dat de burgers van de betroffen steden zwaar te lijden hadden onder de aanwezigheid van de muiters. Voor Diest betekende dat, bijvoorbeeld, een verdubbeling van de bevolking. Dit alles kon leiden tot verlies aan loyaliteit door de bevolking.
Om deze troebelen het hoofd te bieden werd op 22 februari 1601 in een afkoopsom voorzien, waarop de muiters terugkeerden tot het reguliere leger en uit Diest vertrokken. Hoewel een straf tot de mogelijkheden zou behoren, werd een pardon soms noodzakelijk geacht, daar een strenge bestraffing de mogelijkheid ondermijnde om ooit nog een muiterij te beëindigen.

## Muiters van Terheijden
Einde 1606 vond een nieuwe muiterij plaats, nu in een legerkamp nabij Terheijden. Ook deze muiterij, die een 4000-tal militairen omvatte, werd afgekocht met een sustento-regeling en de toewijzing van Diest. Hier verbleven de soldaten van 9 december 1606 tot november 1607. In april 1607 was er echter een wapenstilstand tot stand gekomen tussen Spanje en de Republiek der Zeven Verenigde Nederlanden, die de aanloop zou vormen tot het Twaalfjarig Bestand. De muiters werden afgekocht maar, aangezien ze een zware last voor de bevolking waren geweest, werden ze vervolgens verbannen: Het heeft ons het beste geleken alle muiters van deze laatste muiterij te verbannen, wat met Gods wil zal dienen ter afschrikking opdat er geen nieuwe muiterijen zullen zijn, wat ik graag wil hopen.

## Externe bron
- Wat een mutinatie is: die t geproeft hebben, weten t gewis: Pacificatie van de muiterij van Diest en Habsburgse autoriteit, 1599-1601, scriptie van Lisa Kattenberg, begeleid door H.F.K. van Nierop, 13 juli 2011, zie